# Арташат
Арташат (на арменски: Արտաշատ) е град, административен център на област Арарат, Армения. Населението му през 2009 година е 25 297 души.

## История

### Античност
Крал Арташес I основава Арташат през 176 г. пр. Хр. Историята на откриването на града е преразказана от арменския историк Мовсес Хоренаци: „Арташес пътува до мястото, където се вливат реките Йерах и Мецамор и хареса позицията на хълмовете [в непосредствена близост до планината Арарат]. Избира ги за местоположение на новия си град, като го кръщава на себе си."
Според разказите на гръцките историци Плутарх и Страбон, Арташат е избран и разработен по съвет на картагенския генерал Ханибал. Съвременните историци обаче твърдят, че няма преки доказателства в подкрепа на това твърдение.
Арташес също построява цитадела, както и други укрепления, включително ров.
По време на управлението на Тигран II арменското царство се разширява и завладява много територии на юг и запад, като в крайна сметка достига Средиземно море. Поради отдалечеността на Арташат, тогавашният владетел Тигранес построява нова столица, наречена Тигранакерт. През 69 г. обаче римският пълководец Лукул нахлува в Армения и побеждава силите на Тигранес в покрайнините на Тигранакерт
Арташат е възстановен като столица на Армения през 60 г. пр.н.е.

### Съвременна история
Модерният град Арташат е основан от съветското правителство през 1945 г. като градска общност чрез сливането на три села: Горно Гамарлу, Долно Гамарлу и Новрузлу, като Горно Гамарлу е най-голямото. Кръстен на историческия град Арташат, разположен на 8 км северозападно от съвременния град. По време на съветските дни градът постепенно се разраства като индустриален център, главно в сферата на преработката на храни и производството на строителни материали. През 1970 г. Арташат получава статут на „град с републиканско подчинение“ в Арменската ССР. През 1995 г. с новия закон за териториалното управление на Република Армения, Арташат се превръща в провинциален център на новосформирания Арарат.

## Култура
Градът разполага с културен дворец, център за изкуства на името на Шарл Азнавур, драматичен театър на името на Амо Харазян и обществена библиотека на името на Охан Чубарян (открита през 1948 г.).
През 2004 г. в центъра на Арташат се открива нов увеселителен парк, който се използва за провеждане на публични тържества, концерти и музикални шоута през нощта.
По време на събитията, посветени на 1600-годишнината от създаването на арменската азбука, скулптори от цяла Армения създават много паметници на културата в центъра на Арташат. Паметникът на цар Арташес I също стои в центъра на града.
Драматичният театър „Арташат“, кръстен на Амо Харазян, редовно изпълнява няколко арменски и международни класически, както и съвременни произведения.

## Образование
Към 2016 г. в Арташат има 6 училища, 7 детски градини, 1 музикално училище на името на Александър Мелик Пашаев (открито през 1956 г.), 1 художествена академия и 2 спортни училища. Освен това градът разполага със собствена телевизия, както и с редица местни вестници.

## Население
- 1990 – 32 334 души
- 2001 – 22 567 души
- 2009 – 25 297 души

## Обществени личности
Серго Карапетян, арменски политик и бивш министър на земеделието
Гусан Хайказун, съвременен арменски композитор
Варужан Йепремян, арменски художник
Гегам Кадимян, арменски футболист

## Побратимени градове
- Кламарт, Франция (от 2003)